# Hua Shan
Hua Shan är ett berg i Kina. Det ligger i provinsen Shaanxi, i den nordvästra delen av landet, omkring 110 kilometer öster om provinshuvudstaden Xi'an. Toppen på Hua Shan är 2 154 meter över havet.
I omgivningarna runt Hua Shan växer i huvudsak blandskog.
Genomsnittlig årsnederbörd är 755 millimeter. Den regnigaste månaden är juli, med i genomsnitt 150 mm nederbörd, och den torraste är december, med 3 mm nederbörd.